# Покровська церква (Любеч)
Покровська церква — православний одноповерховий дерев'яний храм містечка Любеч. Збудована на кошти полковника Петра Милорадовича у 1779 році замість однойменного храму 1723 року. Церква зруйнована на початку 1930-х років в рамках політики антирелігійного терору. На місці храму побудовано Будинок культури.

## Історія
Збудований на кошти полковника Петра Милорадовича у 1779 році замість однойменного храму 1723 року. У 1746 році церквою завідував священник Іаков. Споруда, ймовірно, була збудована за прототипом Воскресенської церкви. Полковник також подарував церкві Євангелію у великому аркуші та у срібно-золотій оправі, срібний потир вагою 0,91 кг й 7 золот. До храму приписана тепла Успенська церква, яку освятили 1813 року.
Храм зруйнували у 1930-х роках в рамках політики антирелігійного терору. На місці храму побудували місцевий Будинок культури.

## Опис
Церква добре освітлена, з вікнами по обидва боки зрубів стін рукавів. Південно-східна сторона і три відповідні сторони центральних зрубів мають по парі вікон, розташованих один над одним. В інтер'єрі зруби стін першого і другого восьмигранних ярусів стягнуті вгорі такелажними балками, розміщеними між південною і північною, а також східною і західною гранями.
У плані Покровської церкви чотири чотирикутних рукави, включаючи вівтар. Таким чином, храм має хрестоподібну форму, з великим восьмериком у центрі. Кожен рукав має площу меншу, ніж 1/4 центрального восьмерика.
Зберігаючи «баштовий» характер, зруби стін центральної дільниці Покровської церкви не сильно витягнуті. Натомість зруби стін рукавів високі та стрункіші. Верх Покровської церкви є високою, стрункою і розвиненою конструкцією, з двома восьмигранними ярусами.
Різкий перший перехід центральної дільниці Покровської церкви значно зменшує об'єм зрубу стін і трансформує його у восьмигранну форму. Площа першого восьмерика становить менше чверті площі плану і має спокійні пропорції. Короткий другий перехід трансформує об'єм центральної частини у другий восьмигранний ярус. Площа другого восьмигранного ярусу дещо менша за площу першого, обидва яруси мають по чотири вікна. План глухого ліхтаря, перекритого в інтер'єрі пласким перекриттям, також не зазнає різкого зниження порівняно з восьмигранним ярусом.
У зовнішньому вигляді різкий перехід об'єму зрубів стін у центральній частині до восьмигранної форми контрастує зі спокійними і плавними переходами від першого восьмигранного ярусу до другого і від другого ярусу до ліхтаря. Плавність ще більше посилюється тим, що обидва восьмигранні яруси вкриті грушоподібними дахами, а ліхтар увінчаний шоломоподібним куполом. На противагу цьому, перший перехід вкритий банеподібним дахом, що характеризується пружним вигином.